# Yves Faucheur
Pour les articles homonymes, voir Faucheur.
Yves Faucheur est un artiste-peintre, décorateur et costumier de théâtre né le 21 juillet 1924 à Pont-à-Mousson, décédé à Paris le 1er mars 1985. 

## Biographie
Il arrive à Paris à l'âge de 20 ans pour se consacrer à la peinture et au dessin. Mais dans ces années d'après guerre, il doit faire toute sorte de petits boulots qui lui prennent la plus grande partie de son temps.
Il entre pourtant à l'école des Beaux-Arts pour en ressortir bientôt, las d'être le larbin des plus anciens. Il suit les cours de l'Académie Julian, ceux d'André Lhôte...Puis il a la chance de croiser Fernand Léger, dont il apprécie les qualités humaines. Celui-ci le prend comme élève et lui confie certains travaux rémunérés pour qu'il ne perde plus son temps à gagner sa vie ailleurs.
Yves Faucheur rencontre le théâtre en la personne de Charles Dullin pour qui il esquisse son premier décor "Une parade", de Thomas Gueulette. Puis il devient régisseur aux Noctambules, décore "L'équarrissage pour tous" de Boris Vian où il tient même un petit rôle. Il passe à "La Huchette", puis au Théâtre La Bruyère" avec Georges Vitaly.
Dans les années 1960 Michel de Ré fait appel à lui pour le Festival de Vaison la Romaine.
Incidemment, il croise Jacques Fabbri qui lui demande un décor pour "Le Fantôme" de Claude Santelli et devient le décorateur attitré de la Compagnie Fabbri pendant de nombreuses années.
Ayant fait près de 200 décors, il décide de se consacrer uniquement à sa peinture en 1970. Il fera néanmoins en 1975 “ Je veux voir Mioussov ” pour son ami Jacques Fabbri, au Théâtre des Variétés, Tom Jones en 1978 à l’Opéra de Paris, La Magouille en 1979 au théâtre Marigny, La fille de Madame Angot au grand Théâtre de Nancy en 1980.
Malgré tout, la peinture reste primordiale, et il expose tous les deux ans dans une galerie qui lui convient, la Galerie Entremonde, puis une grande rétrospective à Vandœuvre en 1982. Ses dernières œuvres sont très puissantes, très colorées.

## Principaux décors
Compagnie Fabbri
- La Famille Arlequin de Claude Santelli en avril 1955 (prix Molière en 1955)
- Misère et Noblesse de Scarpetta en 1956
- Le Bon Numéro d'Eduardo Philippo en 1958
- Lope de Vega de Claude Santelli en 1958
- Les Joyeuses Commères de Windsor de William Shakespeare en 1961
- La Jument du roi de Jean Canolle en 1961
- La Grande Oreille de Pierre-Aristide Bréal en 1962
- 1964 : L'Aquarium d'Aldo Nicolaï, mise en scène Jacques Fabbri, Théâtre de Paris

Comédie Caumartin
- Un raisin au soleil de Lorraine Hansberry en 1961

Théâtre de la Gaîté-Montparnasse
- Le Lieutenant Tenant de Pierre Gripari en 1962

Théâtre de La Bruyère
- Pomme, Pomme, Pomme de Jacques Audiberti en 1961

Comédie-Française
- Le Songe d'une nuit d'été en 1968-1969

Comédie de Bourges
- Le Cheval Caillou de Pierre Halet en 1965
- L'Histoire du soldat de Ramuz en 1966
- Le Montreur de galaxies de Pierre Halet en 1968

Théâtre Moderne
- Le Système Fabbrizzi d'Albert Husson chez Sacha Pitoëff en 1963

Festival de Vaison-la-Romaine
- Le Voyage de Thésée de Georges Neveux en 1961
- Androclès et le Lion de George Bernard Shaw en 1962
- La Florentine de Jean Canolle en 1962
- Malborough s'en va-t-en guerre de Marcel Achard en 1963
- Le couteau de Jaques Perret en 1964
- Protée de Paul Claudel en 1965
- La Mégère apprivoisée, avec Bernard Noël d'Albert Vidalie d'après Shakespeare en 1966
- L'Île des chèvres d'Ugo Betti en 1968
- Un chapeau de paille d'Italie d'Eugène Labiche en 1969
- Quelqu'un devrait faire quelque chose de François Billetdoux en 1969
- Les Mystères de Paris en 1970…

Opéra salle Favart
- Tom Jones opéra comique de Philidor en 1979

Palais Royal
- Je veux voir Mioussov de Kataiev avec Jean Lefebvre en 1979